# Transport w Hiszpanii
Transport w Hiszpanii

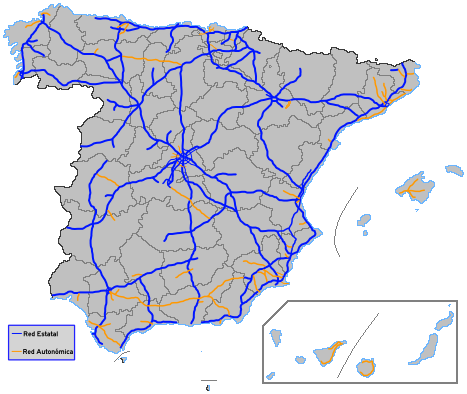
Sieć tras szybkiego ruchu i autostrad

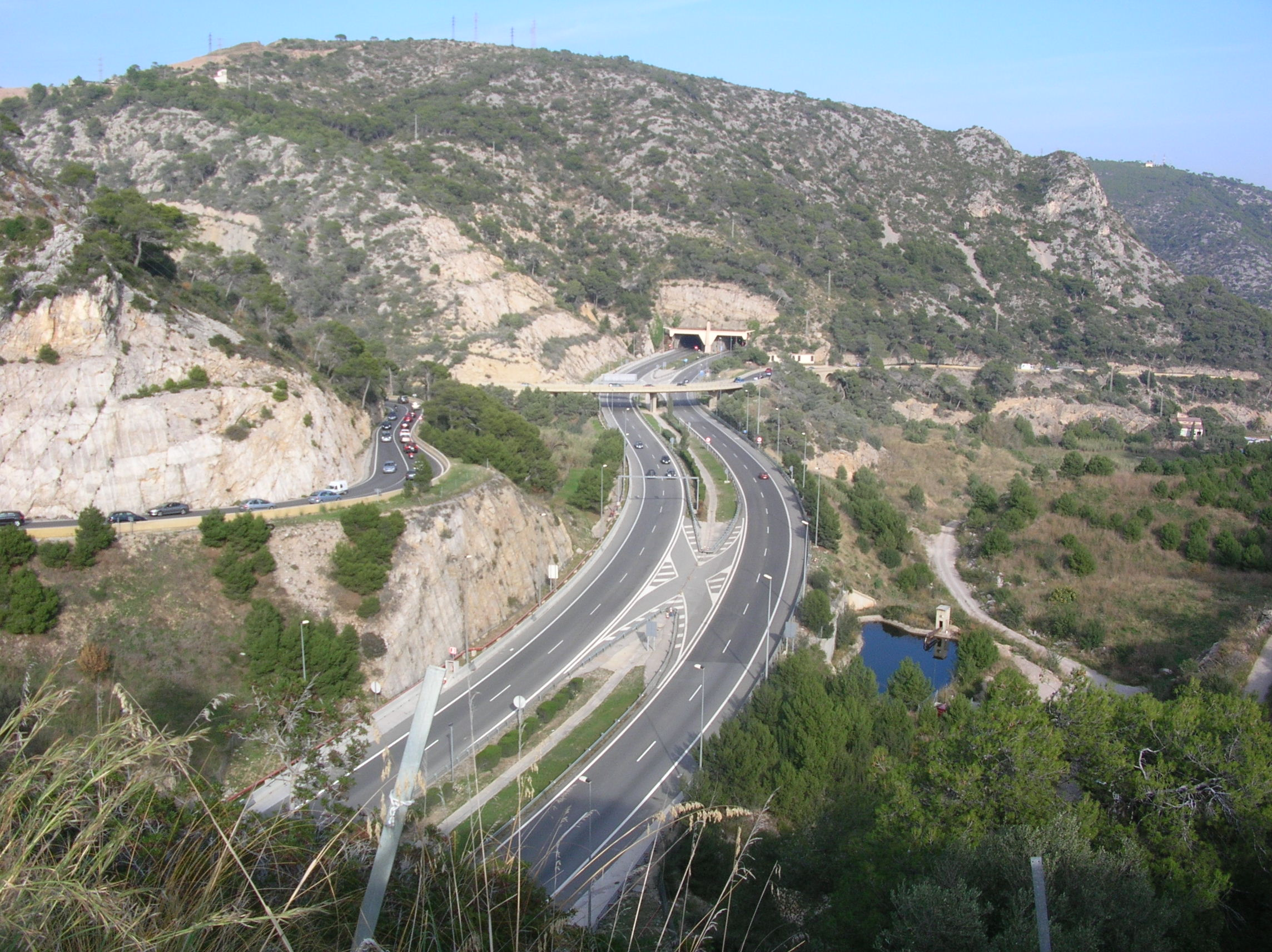
Trasa szybkiego ruchu

Hiszpania jest krajem dobrze rozwiniętym, również pod względem transportu. Mimo niesprzyjającego ukształtowania powierzchni (w około 90% jest ona krajem wyżynno-górskim) ma bardzo dobrze rozwiniętą sieć drogową i kolejową. System transportowy ma formę promienistą.

## Transport drogowy
Transport drogowy odgrywa w Hiszpanii ważną rolę.
Drogi w Hiszpanii podzielone są na następujące kategorie:
- Autopistas
- Autovías
- Carreteras estatales
- Carreteras provinciales
- Carreteras municipales

Drogi krajowe, autostrady i trasy szybkiego ruchu liczą łącznie ponad 370 tysięcy kilometrów (pierwsze miejsce w Europie i trzecie na świecie pod względem sieci drogowej, po USA i Chinach). Hiszpania ma łącznie 15 621 km autostrad.

## Transport kolejowy

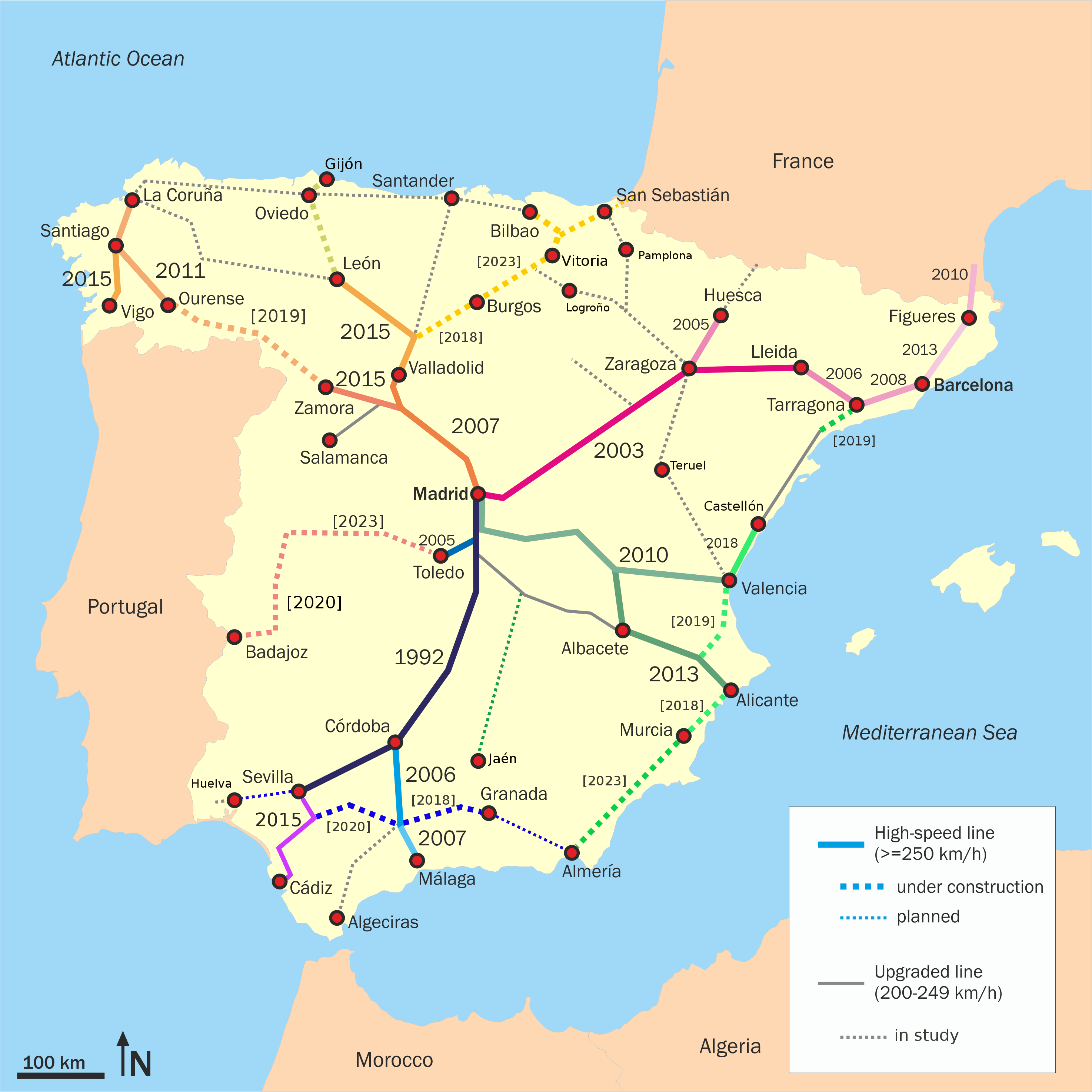
Sieć kolei dużych prędkości

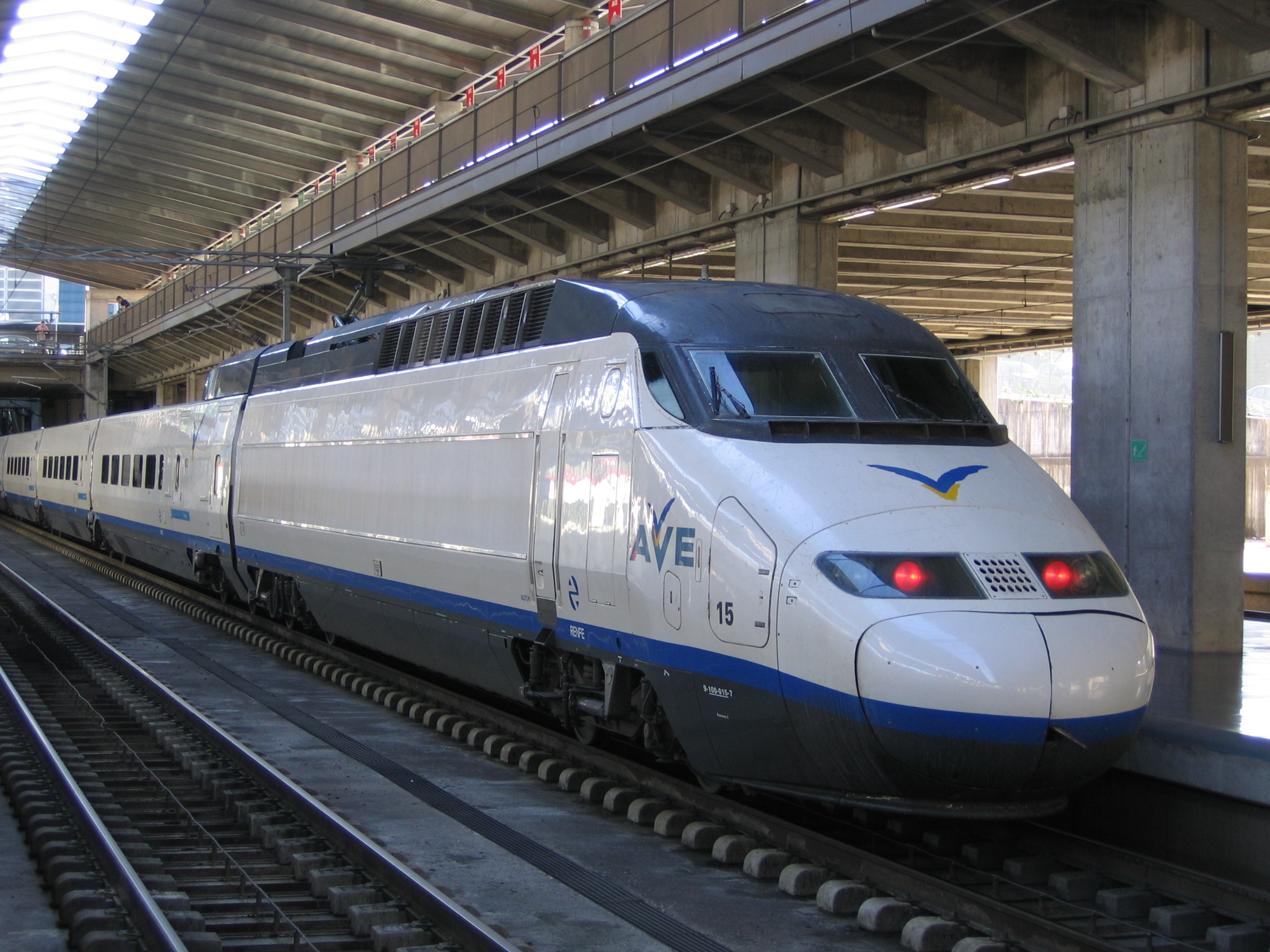
AVE

Narodowym przewoźnikiem w Hiszpanii jest Renfe, firma zajmująca się obsługą trzech rodzajów linii kolejowych:
- wąskotorowych (dawniej FEVE, obecnie wcielone w skład RENFE)
- normalnotorowych (linie AVE)
- szerokotorowych (rozstaw iberyjski)

Najnowszym typem są pociągi AVE, mają one taki sam rozstaw szyn jak inne kraje Europy. Mogą rozwijać prędkość do 320 km/h, przez co są alternatywą dla samolotów. Długość hiszpańskiej sieci linii kolejowych wynosi około 16 tys. kilometrów, w tym 2665 km kolei dużych prędkości AVE.

## Transport lotniczy

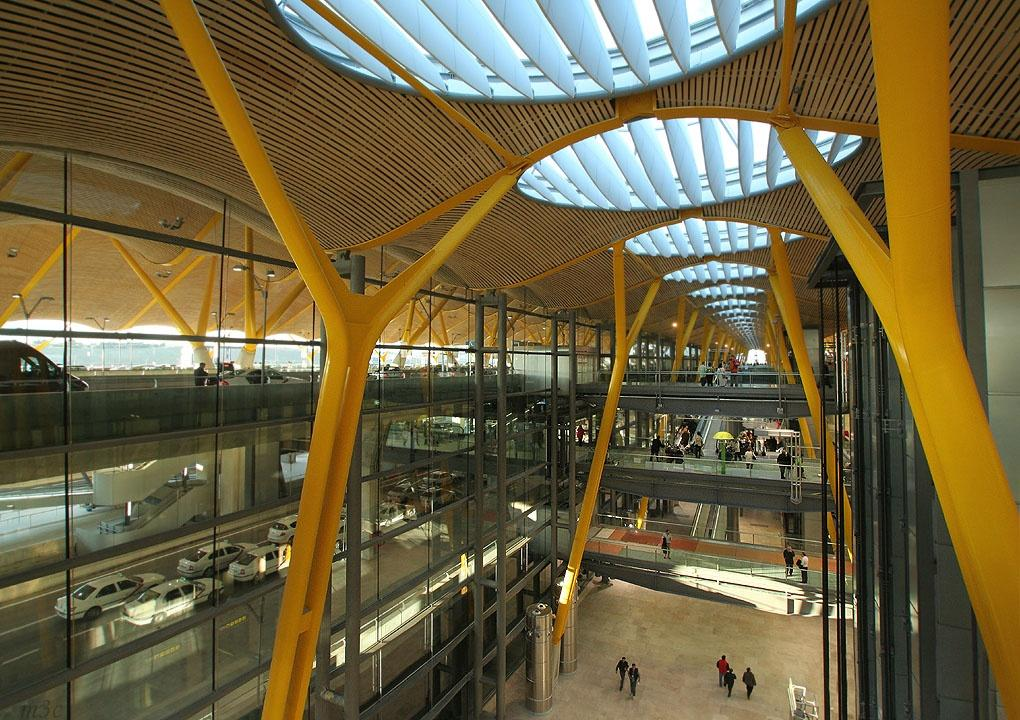
Lotnisko Barajas

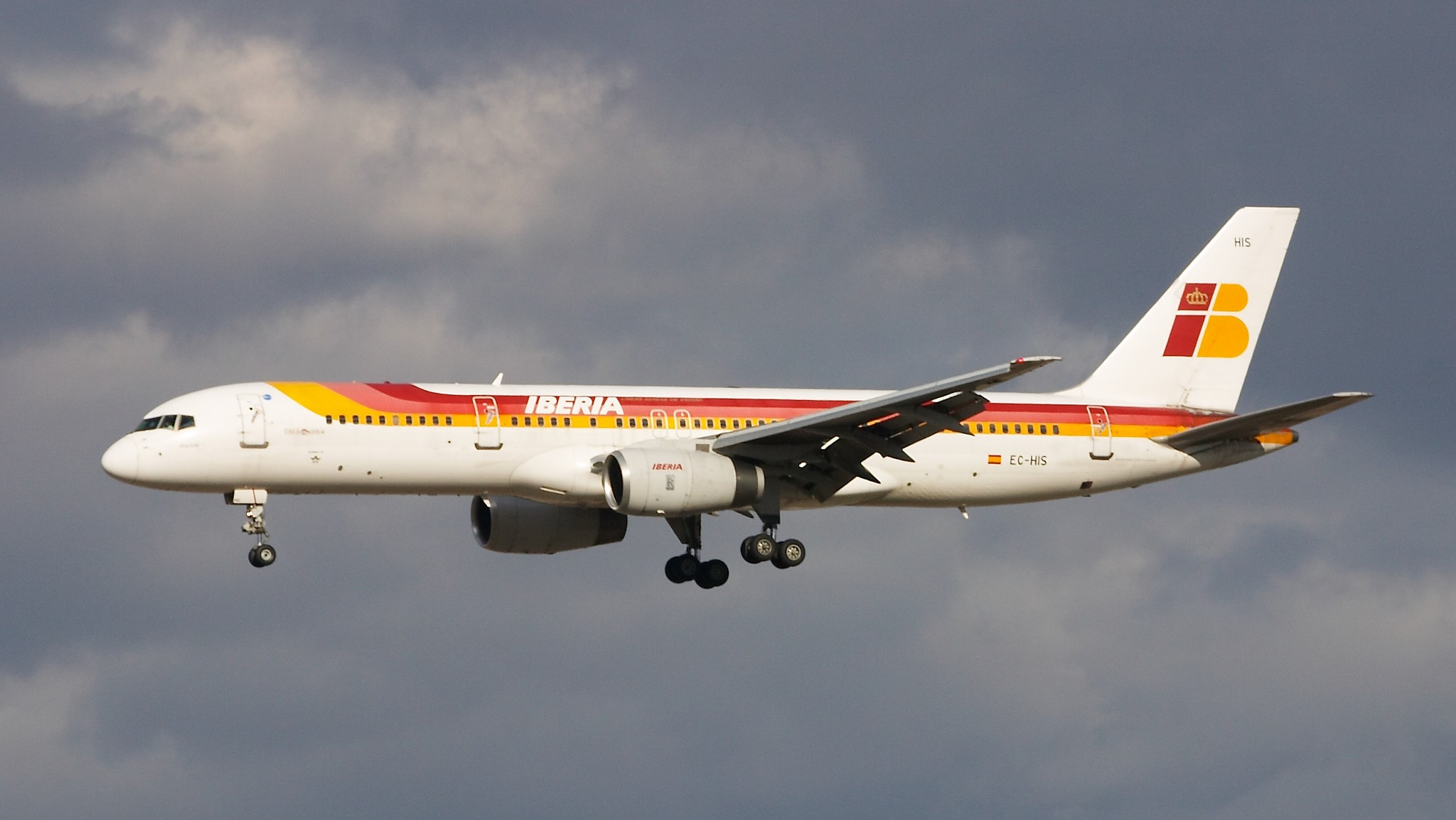
Samolot linii Iberia

Hiszpania posiada około 50 lotnisk, z czego największą rolę odgrywa Barajas (w Madrycie), gdyż jest głównym pomostem między Ameryką Środkowo-Południową a Europą. Pozostałe większe lotniska znajdują się w Barcelonie, Sewilli, Walencji, Bilbao, na Majorce i Wyspach Kanaryjskich.
Największym przewoźnikiem lotniczym w Hiszpanii i czwartym co do wielkości w Europie są linie Iberia, wyróżnia ich również duża liczba lotów z Europy do Ameryki Łacińskiej.

## Transport morski

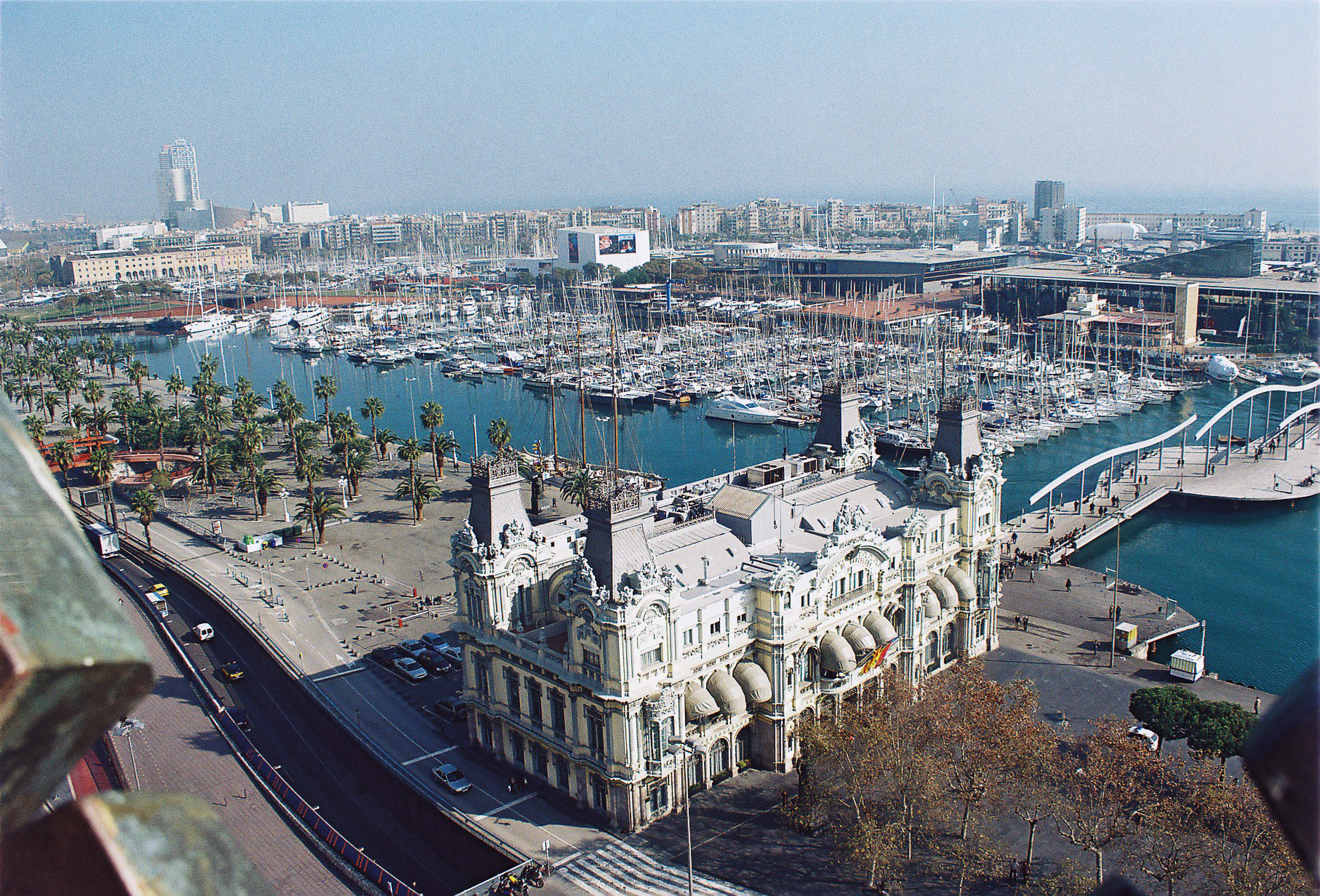
Port w Barcelonie

Transport morski w Hiszpanii odgrywa niewielką rolę w podróżowaniu. Jego znaczenie jest natomiast bardzo duże w handlu zagranicznym, gdyż większość towarów jest przywożonych lub wywożonych drogą morską. Główne porty w kraju to: Algeciras, Walencja, Barcelona, Baleary, Wyspy Kanaryjskie, Bilbao, Kadyks, La Coruña, Tarragona, Kartagena.